# Hrabstwo Brooks (Georgia)

Piramida wieku hrabstwa

Hrabstwo Brooks (ang. Brooks County) – hrabstwo w stanie Georgia w Stanach Zjednoczonych. Jego siedzibą administracyjną jest Quitman.

## Geografia
Według spisu z 2000 obszar całkowity hrabstwa obejmuje powierzchnię 497,77 mil2 (1289,22 km²), z czego 493,62 mil2 (1278,47 km²) stanowią lądy, a 4,15 mil2 (10,75 km²) stanowią wody.

### Miejscowości
- Barwick
- Morven
- Pavo
- Quitman

### Sąsiednie hrabstwa
- Hrabstwo Cook (północny wschód)
- Hrabstwo Lowndes (wschód)
- Hrabstwo Madison, Floryda (południowy wschód)
- Hrabstwo Jefferson, Floryda (południowy wschód)
- Hrabstwo Thomas (zachód)
- Hrabstwo Colquitt (północny zachód)

## Demografia
Według spisu z 2020 roku liczy 16,3 tys. mieszkańców, co oznacza wzrost o 0,4% w porównaniu z poprzednim spisem z roku 2010. Według danych pięcioletnich z 2021 roku 60,8% to biali (54,5% nie licząc Latynosów), 34% czarnoskórzy lub Afroamerykanie, 2,8% miało rasę mieszaną, 1,5% Azjaci, 0,6% to rdzenna ludność Ameryki i 0,3% pochodziło z wysp Pacyfiku. Latynosi stanowili 8,2% populacji hrabstwa.

## Polityka
Hrabstwo jest przeważająco republikańskie, gdzie w wyborach prezydenckich w 2020 roku, 60% głosów otrzymał Donald Trump i 39,3% przypadło dla Joe Bidena. 